# Ophiomyia fennoniensis
Ophiomyia fennoniensis este o specie de muște din genul Ophiomyia, familia Agromyzidae, descrisă de Spencer în anul 1976.
Este endemică în Finlanda. Conform Catalogue of Life specia Ophiomyia fennoniensis nu are subspecii cunoscute.